# فارست نولز (کالیفرنیا)
فارست نولز (به انگلیسی: Forest Knolls) یک منطقه ثبت‌نشده‌است که در ۲٫۷ کیلومتری شمال شهرستان نوادا، ایالت کالیفرنیا واقع شده‌است. این منطقه در فاصله ۱٫۲ کیلومتری محله هوایی نوادا پارک قرار دارد. فارست نولز در گذشته دارای معادن استخراج طلا بوده‌است.